# Asha Banks
Asha Banks, född 26 november 2003, är en brittisk skådespelerska och sångerska.
Asha Banks slog igenom som ung när hon medverkade i några avsnitt av Eastenders år 2011. Hennes första större roll kom i filmen The Magic Flute där hon spelade prinsessan Pamina. Hon har även medverkat i TV-serien En duktig flickas handbok i mord där hon spelade en av huvudrollerna. I filmen My Fault: London spelade hon Noah också det en av huvudrollerna.

## Filmografi (i urval)
- 2022 – The Magic Flute
- 2024 – En duktig flickas handbok i mord (TV-serie)
- 2025 – My Fault: London